# Murray Rose
Iain Murray Rose (* 6. leden 1939, Nairn – 15. dubna 2012, Sydney) je australský plavec narozený v Británii. Je držitelem šesti olympijských medailí, z toho čtyř zlatých. Byl prvním člověkem, který zaplaval 1500 metrů pod 18 minut.
Tři zlaté získal na olympijských hrách v Melbourne roku 1956, dvě v individuálních závodech (400 metrů volným způsobem, 1500 metrů volným způsobem) a jednu ve štafetě (4 × 200 metrů volným způsobem). Další tři kovy přidal na olympijských hrách v Římě roku 1960, jedno zlato (400 metrů volným způsobem), jedno stříbro (1500 metrů volným způsobem) a jeden bronz (štafeta 4 × 200 metrů volným způsobem).